# Meiplè
Meiplè anche conosciuta come Me I Play è una canzone del cantante R&B Robin Thicke, estratto come secondo singolo promozionale dal suo quarto album Sex Therapy.
Il brano, a cui partecipa il cantante Jay-Z è stato scritto da Shawn Carter, Robin Thicke, Jean-Max Rivière e Gérard Bourgeois e prodotto da Jay-Z e Thicke.

## Tracce
1. Meiplè – 4:02